# Коллен-дю-Шар
Коллен-дю-Шар (араб. هضبة الشرف‎) — гора в Марокко, на африканской стороне Гибралтарского пролива. Гора возвышается над Танжером, находясь между Средиземным морем и Атлантическим океаном. Высота составляет 93 метра над уровнем моря.

## Описание
С Коллен-дю-Шар открывается панорамный вид на Танжер и береговую линию от мыса Малабата на востоке до La Montagne на западе.
На горе расположено большое число высотных зданий, в том числе Сирийская мечеть Танжера, известная уникальной для региона архитектурной формой минарета.
В подножии Коллен-дю-Шар расположены бедные кварталы города и его главная арена — Плаза-де-Торос.
По местным легендам, древнегреческий великан Антей после схватки с Гераклом был захоронен именно на Коллен-дю-Шар.